# Exposition internationale de l'amitié

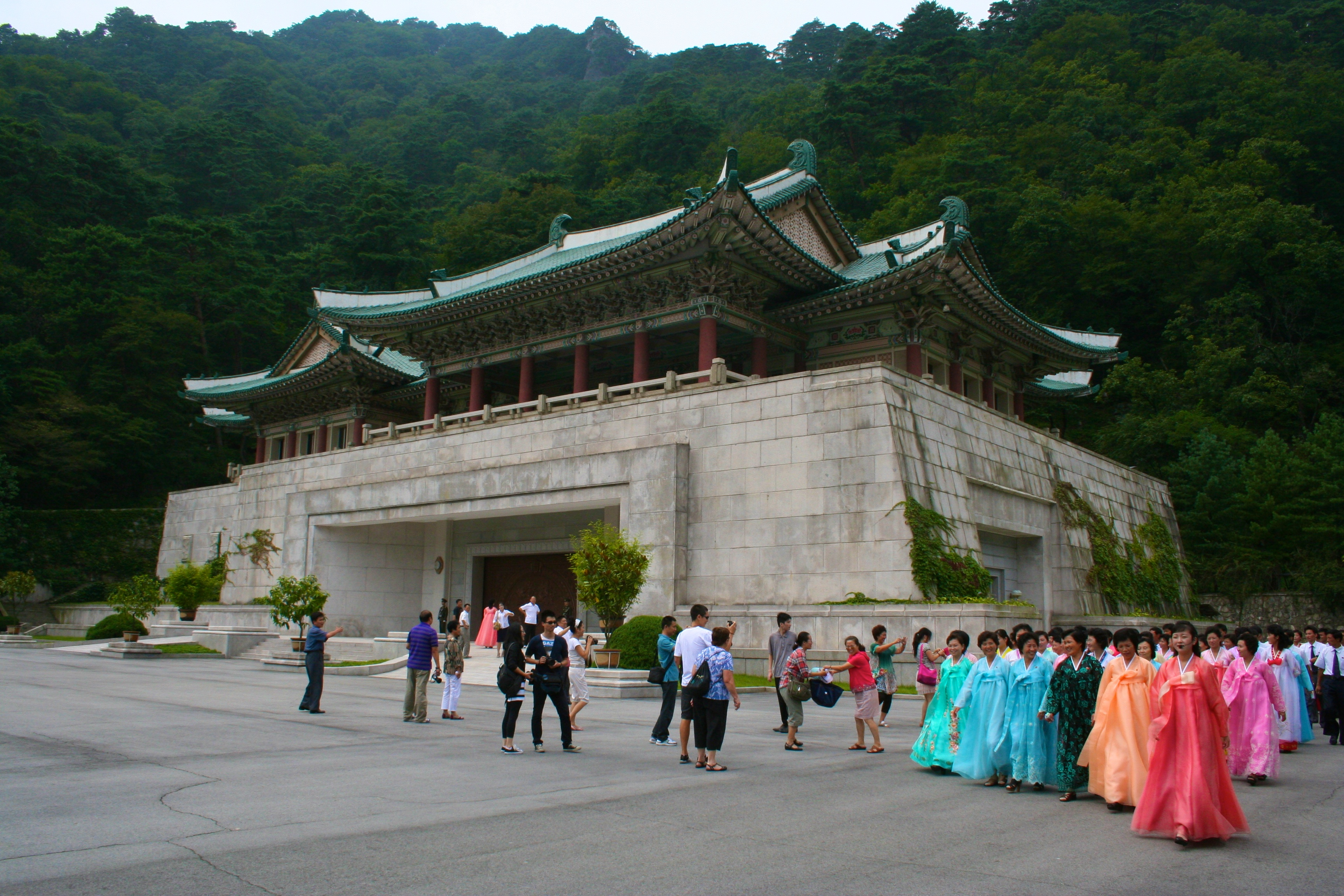
Vue du bâtiment.

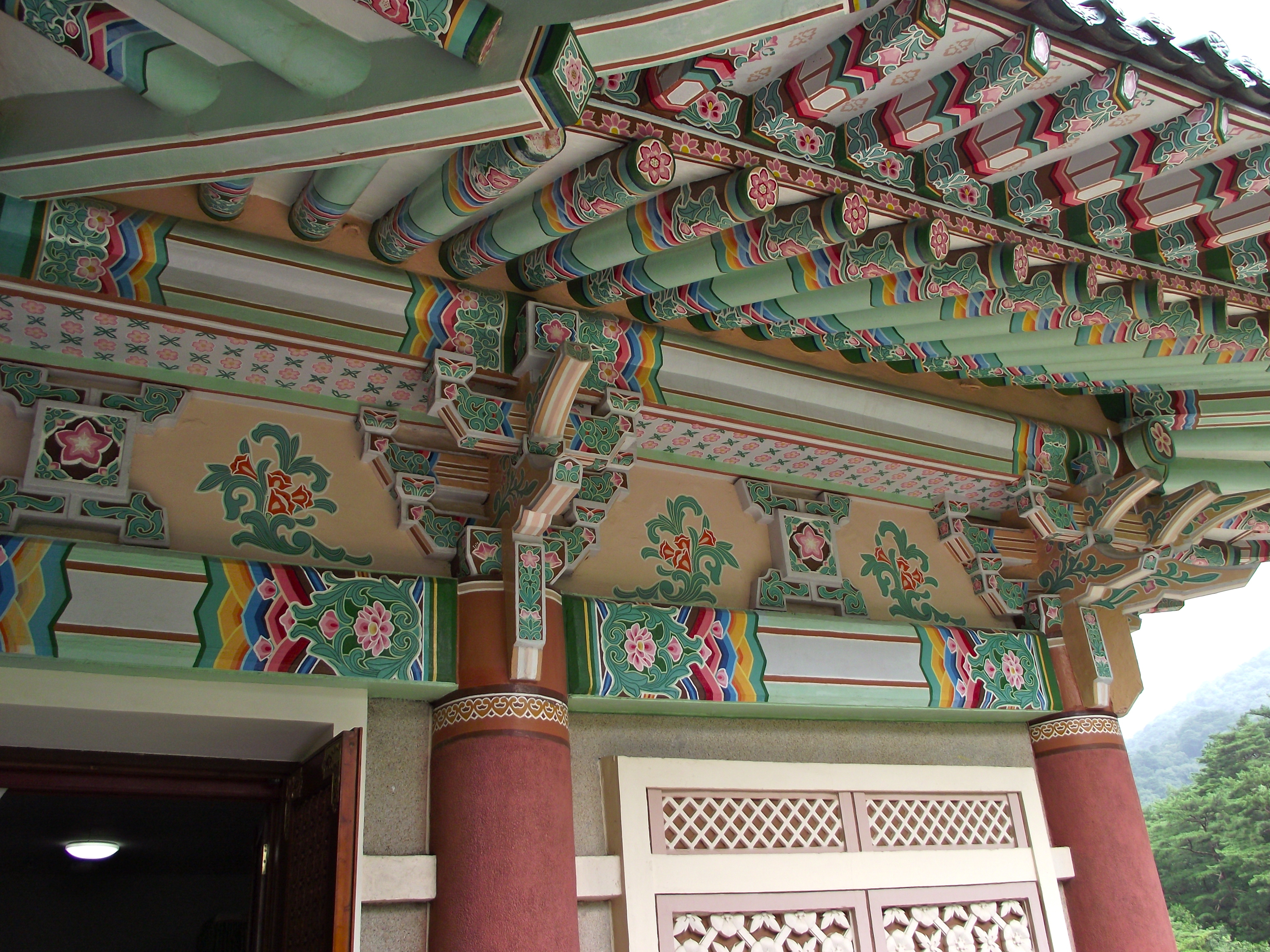
Détails.

L'Exposition internationale de l'amitié (hangeul : 국제친선전람관 ; RR : Gukje Chinseon Jeollamgwan) est un musée situé en Corée du Nord dans la région des monts Myohyang de la province du Pyongan du Nord. Il accueille une collection de cadeaux offerts aux anciens dirigeants nord-coréens Kim Il-sung et Kim Jong-il par différents dignitaires étrangers. La tradition d'offrir des cadeaux est quelque chose de très ancré dans la culture coréenne.

## Présentation
Construit dans un style traditionnel et fait de béton, le musée ouvre ses portes le 26 août 1978 et comprend plus de 150 salles pour une superficie totale de 28 000 à 70 000 mètres carrés. Le bâtiment donne l'impression d'avoir des fenêtres alors qu'il n'en a aucune,. La porte du bâtiment est en bronze et le sol de marbre gris. Selon une légende, Kim Jong-il aurait fait construire le musée en trois jours mais la construction réelle a en fait prit un an. À l'heure actuelle, le nombre de cadeaux exposés varie de 60 000 à 220 000.
Il y aurait 228 000 cadeaux rendu par 179 dirigeant du monde.
En entrant dans le bâtiment, les visiteurs doivent enlever leurs chaussures et sont invités à s'incliner devant les portraits de Kim Il-sung et Kim Jong-il.
Situé dans la région des monts Myohyang, près du temple de Pohyon, le musée est le sujet d'un poème de Kim Il-sung, qui est plus tard chanté depuis le balcon du bâtiment le 15 octobre 1979 :

« Sur le balcon, je vois la plus

Glorieuse scène au monde...

L'Exposition tenue ici,

Ses toits verts renversés, exaltent

La dignité de la nation,

Et le pic Piro semble encore plus haut ».

## Propagande
Le musée agirait, selon plusieurs commentaires, comme un instrument de propagande, donnant l'impression d'un soutien mondial au gouvernement de la Corée du Nord. Les visiteurs sont informés que les cadeaux exposés constituent une « preuve de l'amour sans fin et du respect envers le Grand dirigeant [Kim Il-Sung] ». Les visiteurs nord-coréens ne sont cependant pas mis au courant du cérémonial de protocole d'échange de cadeaux diplomatiques mais l'auteure Helen-Louise Hunter se dit « impressionnée des explications qui lui sont offertes ». Un autre auteur, Byoung-lo Philo Kim, déclare que l'existence du musée a pour but de « convaincre les visiteurs nord-coréens que leurs dirigeants sont universellement admirés ».
Pour l’auteur Philippe Pons, il y voit dans ce musée une volonté « d’afficher la dignité reconquise d’un pays humilié ».

## Quelques cadeaux exposés

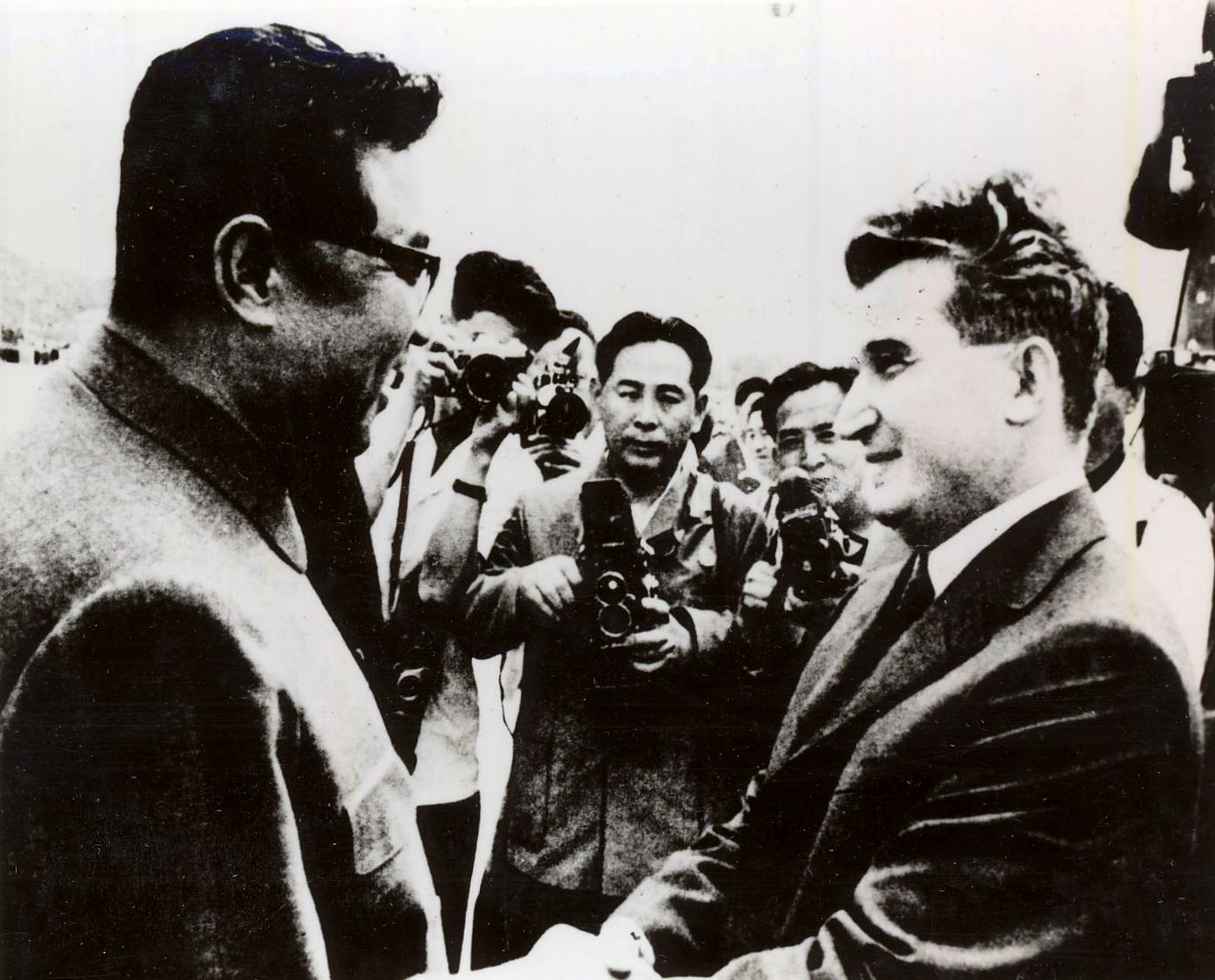
Kim Il-sung et Nicolae Ceaușescu en 1971.

La plupart des cadeaux proviennent de nations communistes ou d'idéologie similaire :
- Une tête d'ours de l'ancien dictateur roumain Nicolae Ceaușescu.
- Un cavalier en métal et des échiquiers ornés de l'ancien dictateur libyen Mouammar Kadhafi.
- Une valise en crocodile de l'ancien dictateur cubain Fidel Castro.
- Un épée en argent incrustée de pierres précieuses et une mosquée miniature en nacre de l'ancien chef palestinien Yasser Arafat.
- Un ancien gramophone du Premier ministre de la république populaire de Chine, Zhou Enlai, et un train blindé du président Mao Zedong (des ailes entières du musée sont dédiées aux cadeaux de la Chine).
- Un lion en Ivoire de la Tanzanie, un étui à cigarette en or de la Yougoslavie communiste, un char soviétique en bronze de l'Allemagne de l'Est, des baguettes en argent de la Mongolie communiste.
- Un ballon de basket signé par Michael Jordan de l'ancienne secrétaire d'État des États-Unis Madeleine Albright[17].
- Une limousine blindée de l'ancien dirigeant soviétique Joseph Staline[9].
- Une cassette VHS du film d'animation Space Jam de 1996[18].
- Une copie Laserdisc du film Nukie (en) de 1987[19].
- Une copie de l'album Volta de 2007 de Björk[20].
- Une copie de l'album Back in the Day: The Best of Bootsy (en) de 1994 de Bootsy Collins[21].
- une assiette de Sèvres, offert par François Mitterrand, en tant que secrétaire général du parti socialiste[5].